# Kim Skutbergsveen
Kim Skutbergsveen (* 17. November 1976) ist ein ehemaliger norwegischer Biathlet.
Kim Skutbergsveen erreichte seinen größten sportlichen Erfolg, als er bei den Biathlon-Europameisterschaften 1998 in Minsk an zweiter Stelle laufend gemeinsam mit Kjetil Sæter, Bård Mjølne und Stig-Are Eriksen hinter der Staffel Deutschlands und vor der Vertretung aus Belarus die Silbermedaille gewann.